# Groene trui

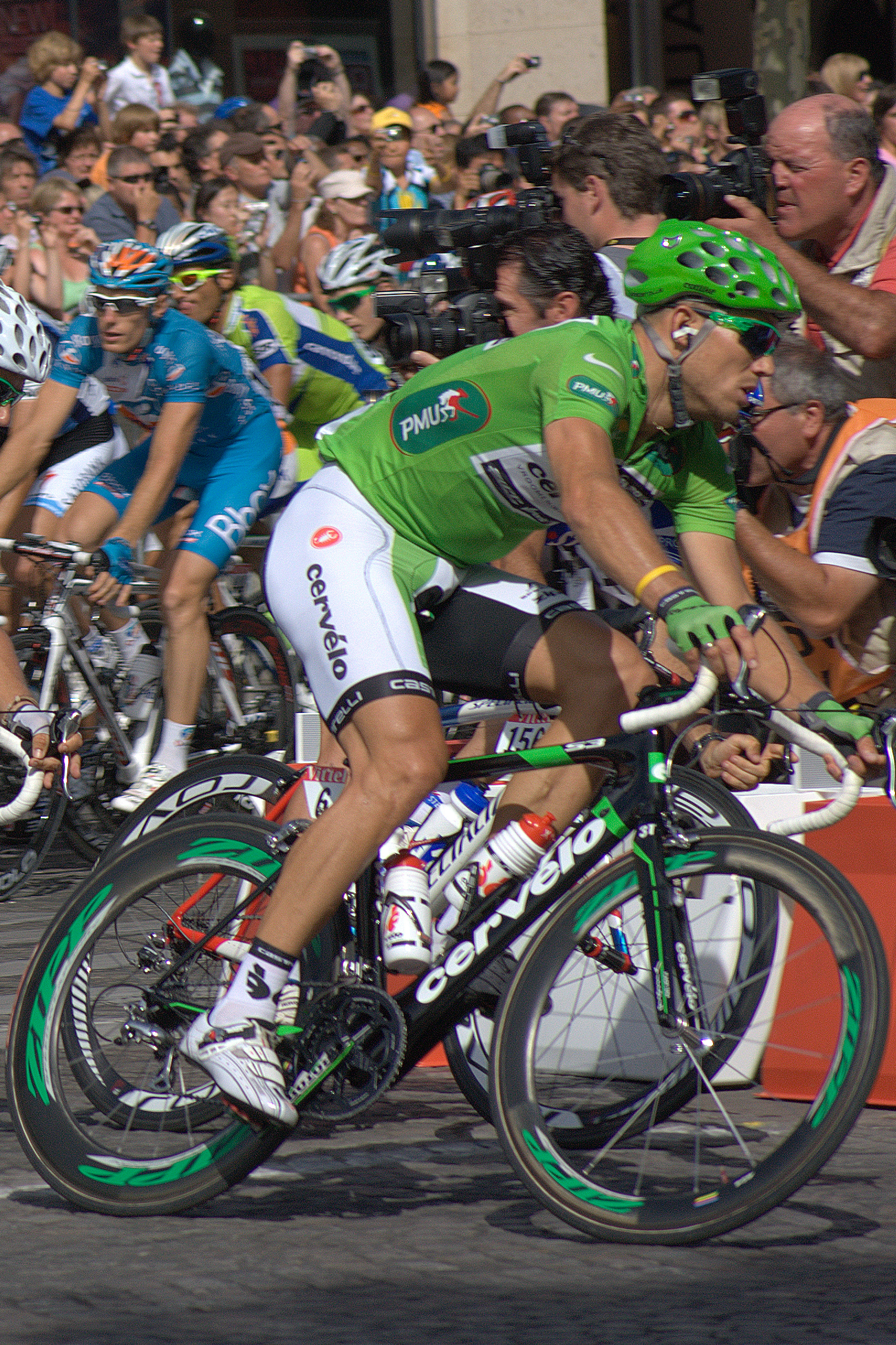
Thor Hushovd in de groene trui van de Ronde van Frankrijk

De groene trui is in de wielersport een trui die door de leider in een bepaald klassement wordt gedragen. De groene trui kan onder andere verwijzen naar:
- De puntentrui in de Ronde van Frankrijk, sinds 1953[1]
- De puntentrui in de Ronde van Spanje
- Tot en met 2011[2] de bergtrui in de Ronde van Italië
- De puntentrui in Parijs-Nice
- De puntentrui in het Critérium du Dauphiné
- De puntentrui in het Internationaal Wegcriterium
- De puntentrui in de Ronde van Romandië
- De puntentrui in de Ronde van Californië
- De puntentrui in de Ronde van Polen
- De puntentrui in de Ronde van Oman
- De bergtrui in de Tirreno-Adriatico
- De bergtrui in de Ronde van Zwitserland
- De bergtrui in de Ronde van Luxemburg
- De strijdlusttrui in de Tour Down Under

Algemeen klassement · Bergklassement · Combinatieklassement · Jongerenklassement · Ploegenklassement · Puntenklassement · Strijdlustklassement · Tussensprintklassement
 Blauwe trui ·   Bolletjestrui ·  Gele trui ·  Groene trui ·  Paarse trui ·  Rode trui ·  Roze trui ·  Witte trui ·  Zwarte trui ·  Regenboogtrui ·  Sterrentrui